# Enchelycore bayeri
Enchelycore bayeri är en fiskart som först beskrevs av Schultz, 1953.  Enchelycore bayeri ingår i släktet Enchelycore och familjen Muraenidae. Inga underarter finns listade i Catalogue of Life.